# نيكولاي كوفمان
نيكولاي كوفمان (بالبلغارية: Николай Кауфман) هو عالم موسيقى وملحن بلغاري، ولد في 23 سبتمبر 1925 في روسه في بلغاريا، وتوفي في 26 مارس 2018.

## وصلات خارجية
- نيكولاي كوفمان على موقع IMDb (الإنجليزية)
- نيكولاي كوفمان على موقع ديسكوغز (الإنجليزية)